# سورن گانتسارچک
سوِرِن گانتسارچک (لهستانی: Seweryn Gancarczyk؛ زادهٔ ۲۲ نوامبر ۱۹۸۱) یک بازیکن فوتبال اهل لهستان است.
وی همچنین در تیم ملی فوتبال لهستان بازی کرده‌است.